# Lioscorpius
Lioscorpius es un género de peces de la familia Scorpaenidae. Las especies se encuentran en el Pacífico occidental desde el sur de Japón hasta Australia, incluidos Vanuatu, Nueva Caledonia y Fiyi. Fue descrito por Albert Günther en 1880.

## Especies
- Lioscorpius longiceps Günther, 1880
- Lioscorpius trifasciatus Last, Yearsley & Motomura, 2005